# Caméléon (constellation)
Chamaeleon
Pour les articles homonymes, voir Caméléon (homonymie).
Le Caméléon est une constellation de l'hémisphère sud. Il s'agit de plusieurs étoiles pâles que l'on a reliées entre elles pour former un caméléon très peu perceptible.
Elle se trouve à proximité du pôle sud céleste. Son étoile la plus brillante est α Chamaeleontis.

## Histoire
Cette constellation fut proposée par les navigateurs hollandais Pieter Dirkszoon Keyser et Frederick de Houtman à la fin du XIVe siècle et présentée par l'astronome Johann Bayer dans son atlas stellaire Uranometria en 1603.
Elle tire vraisemblablement son nom du caméléon, Johann Bayer ayant sûrement voulu placer dans les cieux un animal connu depuis peu des Européens et qu'on ne trouvait que dans l'hémisphère sud.

## Étoiles principales

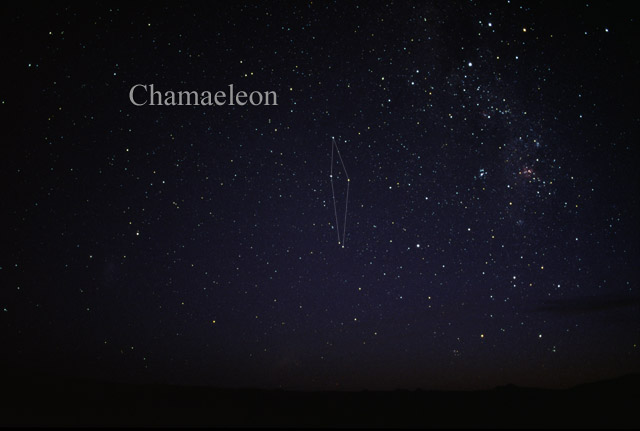
Constellation Caméléon

### αChamaeleontis
L'étoile la plus brillante de la constellation, logiquement nommée α Chamaeleontis, n'atteint que la magnitude apparente 4,05, ce qui en fait un luminaire particulièrement faible. Il s'agit d'une naine jaune-blanc de type spectral F5 V Fe−0,8, qui est assez proche (63,8 années-lumière d'après la mesure de sa parallaxe).

### δChamaeleontis
L'étoile la plus intéressante de la constellation du Caméléon est δ Chamaeleontis. Il s'agit d'une étoile double visuelle, car les deux éléments ne sont en fait pas liés et même distants l'un de l'autre de 10 années-lumière.
La plus brillante (et la plus éloignée, distante de 364 années-lumière) est δ2 Chamaeleontis. Il s'agit d'une étoile bleue.
δ1 Chamaeleontis est elle-même une binaire. Le couple, composé de deux étoiles orange assez semblables (magnitude 6,1 et 6,3), est éloigné de 354 années-lumière. Ces deux étoiles produisent ensemble une magnitude 5,46.
Le contraste des couleurs entre δ1 et δ2 en fait un objet très intéressant à observer.

### Autres étoiles
Parmi les principales étoiles de la constellation, deux autres sont doubles : ε Chamaeleontis (magnitudes 5,4 et 6,0) et θ Chamaeleontis (4,34 et 12,44).

## Objets célestes
La constellation du Caméléon présente la nébuleuse planétaire NGC 3195, un remarquable objet lumineux qui apparaît comme un disque lumineux de la même taille apparente que Jupiter.
La constellation possède plusieurs nuages moléculaires, regroupés au sein du complexe du Caméléon, où se forment de nombreuses étoiles de type T Tauri de faible masse.